# قصه‌های برادران گریم
قصه‌های برادران گریم (آلمانی: Kinder- und Hausmärchen) همچنین شناخته شده با عنوان آلمانی داستان‌های کودکان و خانواده، مجموعه‌ای از قصه، مثل و داستان‌های عامیانه برای کودکان است که توسط برادران گریم، یاکوب و ویلهلم نوشته شده‌است. این مجموعه نخستین مرتبه در تاریخ ۲۰ دسامبر ۱۸۱۲ منتشر گردید. چاپ نخست مجموعاً شامل ۸۰ داستان می‌گردید و تا چاپ هفتم در سال ۱۸۵۷، ۲۱۰ افسانه و متل بی‌نظیر داشته‌است. این اثر یکی از آثار بنیادین ادبیات کودکان غرب محسوب می‌شود و توسط یونسکو در فهرست حافظه جهانی ثبت شده‌است.
جلد نخست این مجموعه آثار، مورد انتقاد قرار گرفت چرا که با توجه به اینکه اذعان می‌شد؛ مجموعه قصه‌هایی برای کودکان، با همهٔ این احوال، برخی داستان‌ها برای کودکان مناسب نبودند که این موضوع، هم اطلاعات علمی مندرج و هم موضوع کلی داستان را شامل می‌گردید. گریم‌ها اغلب ارجاعات جنسی را حذف کردند اما از بسیاری جهات، خشونت، به ویژه هنگام مجازات کارکترهای شرور قصه‌ها، افزایش یافت.

## پیش‌زمینه
یاکوب و ویلهلم گریم، دو تن از ده فرزند خانواده‌ای از شهر هانائو بودند. پدر آن‌ها قاضی بود که در سال ۱۷۹۶ درگذشت و خانواده را با مشکلات مالی مواجه ساخت. یاکوب به‌عنوان فرزند بزرگ‌تر، نقش سرپرستی خانواده را برعهده گرفت. آن‌ها تحصیلات خود را در دبیرستان معتبر «لایزیوم» در کاسل ادامه دادند و سپس وارد دانشگاه ماربورگ شدند.
در دانشگاه، آن‌ها تحت تأثیر استاد حقوق «فریدریش کارل فون زاویگنی» قرار گرفتند که علاقهٔ آن‌ها را به ادبیات، حقوق، و فولکلور آلمان برانگیخت. از ۱۸۰۶ به بعد، برادران گریم کار گردآوری قصه‌های شفاهی را آغاز کردند.

## تألیف
نسخهٔ نخست در دو جلد در سال‌های ۱۸۱۲ و ۱۸۱۵ منتشر شد. نسخه‌های بعدی شامل بازنگری و حذف و افزودن قصه‌ها بودند. تا چاپ هفتم در سال ۱۸۵۷، مجموعه شامل ۲۱۰ داستان شد. برخی داستان‌ها با هدف مناسب‌سازی برای کودکان تغییر یافتند، مانند تبدیل «مادر بدجنس» به «نامادری» در داستان‌هایی چون سفیدبرفی و هانسل و گرتل.
ارجاعات جنسی حذف شد، اما خشونت، به‌ویژه در مجازات شخصیت‌های منفی، افزایش یافت. برای نمونه، در نسخه‌های ابتدایی، شخصیت «راپانزل» با بارداری غیرمستقیم اشاره می‌کرد به رابطهٔ او با شاهزاده.

## محبوبیت و تأثیرگذاری
نخستین هدف برادران گریم از انتشار این کتاب، تثبیت جایگاه علمی خود بود. در ادامه، نسخه‌ای ویژه کودکان شامل ۵۰ قصه نیز منتشر شد. آثار گریم تأثیر بسزایی در گردآوری افسانه‌ها در سایر کشورها داشت؛ از جمله الکساندر آفاناسیف در روسیه، پیتر آسبیورنسن در نروژ، و جوزف جاکوبز در انگلستان.
داستان‌های گریم منبع الهام بسیاری از هنرمندان و نویسندگان بوده‌اند. تصویرگران مشهوری چون آرتور راکهام و والتر کرین آثاری بر اساس این داستان‌ها خلق کردند.
افسانه‌های گریم بعدها منبع الهام هنرمندان، نویسندگان، و حتی تبلیغات سیاسی شدند. آدولف هیتلر برخی از این داستان‌ها را تحسین می‌کرد، زیرا آن‌ها را بازتابی از «غرایز نژادی خالص» می‌دانست.

## فهرست داستان‌های مشهور

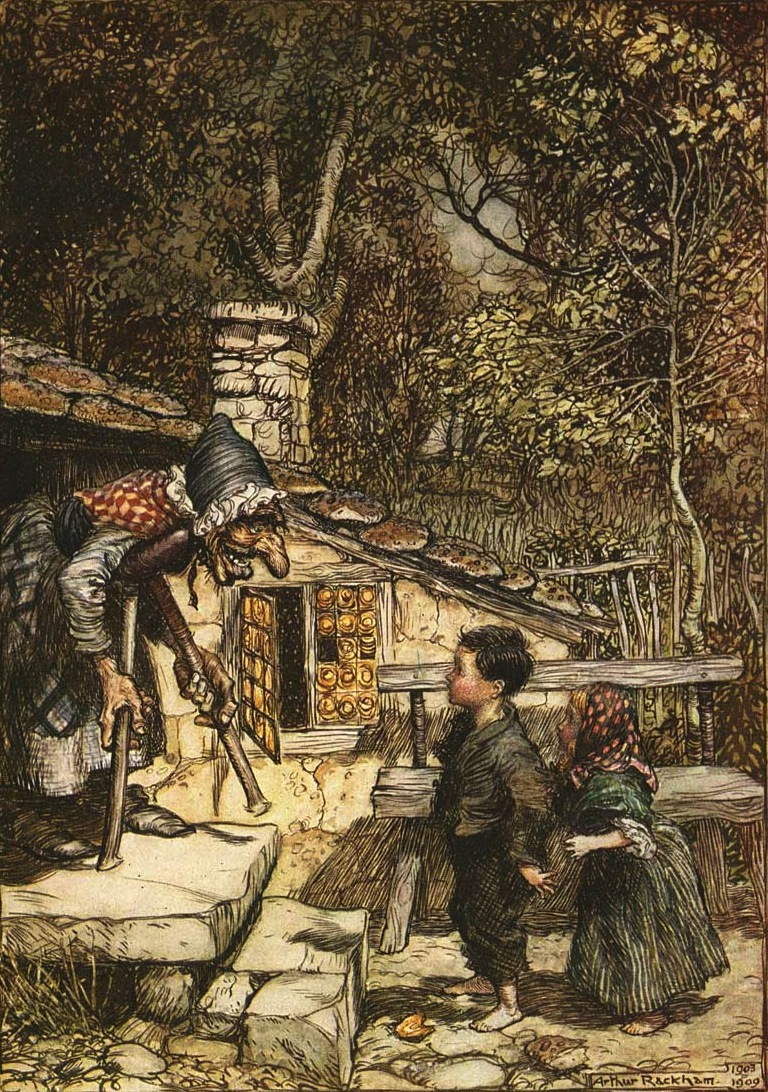
تصویرگری هانسل و گرتل از آرتور راکهام، ۱۹۰۹

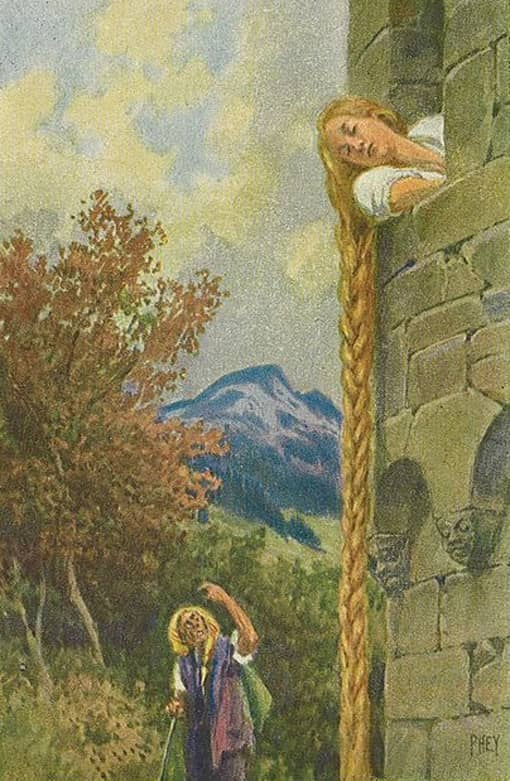
تصویرسازی راپانزل توسط پل هی، حدود سال ۱۹۱۰

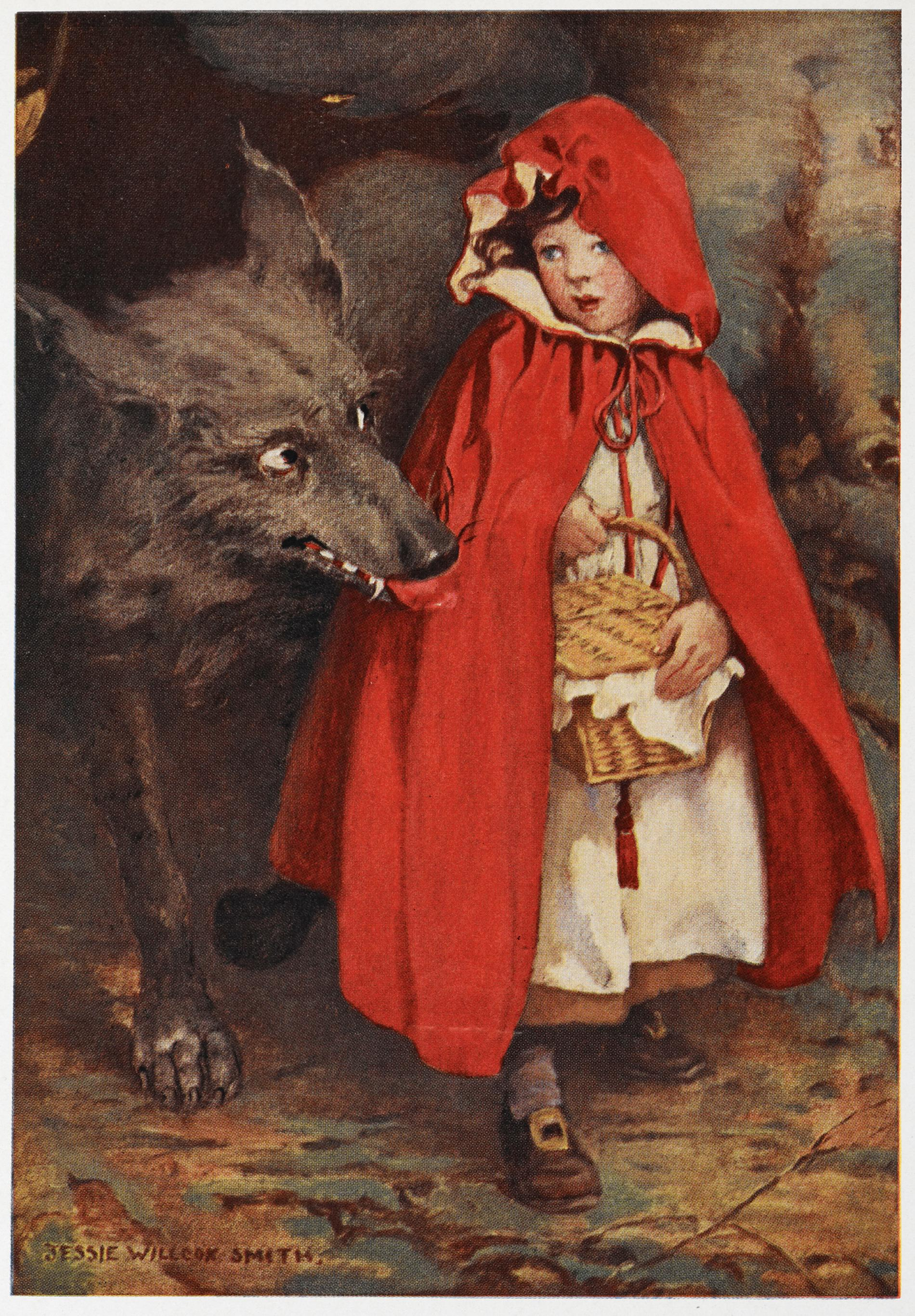
تصویرگری شنل‌قرمزی از جسی ویلکاکس اسمیت

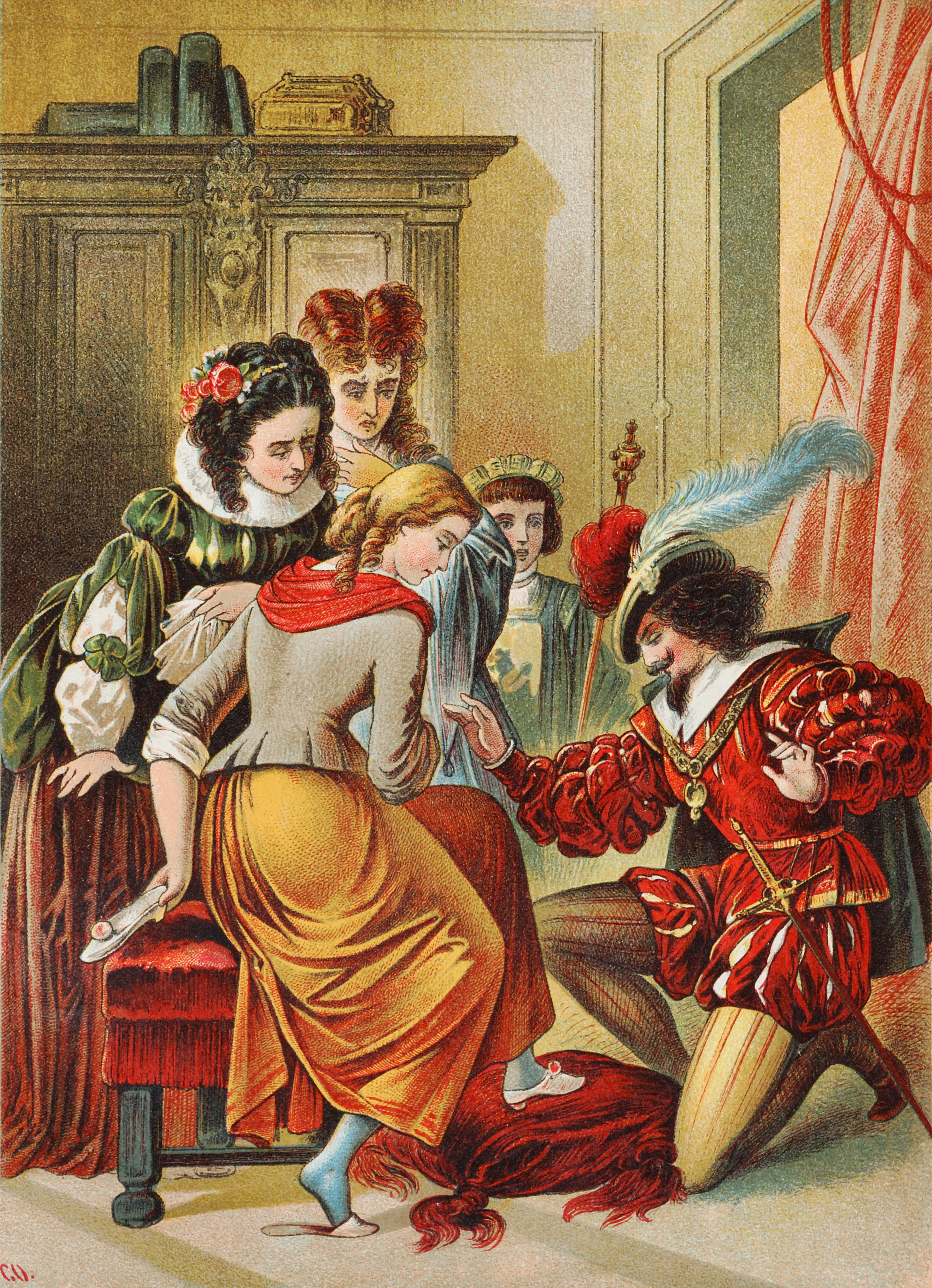
تصویرگری سیندرلا

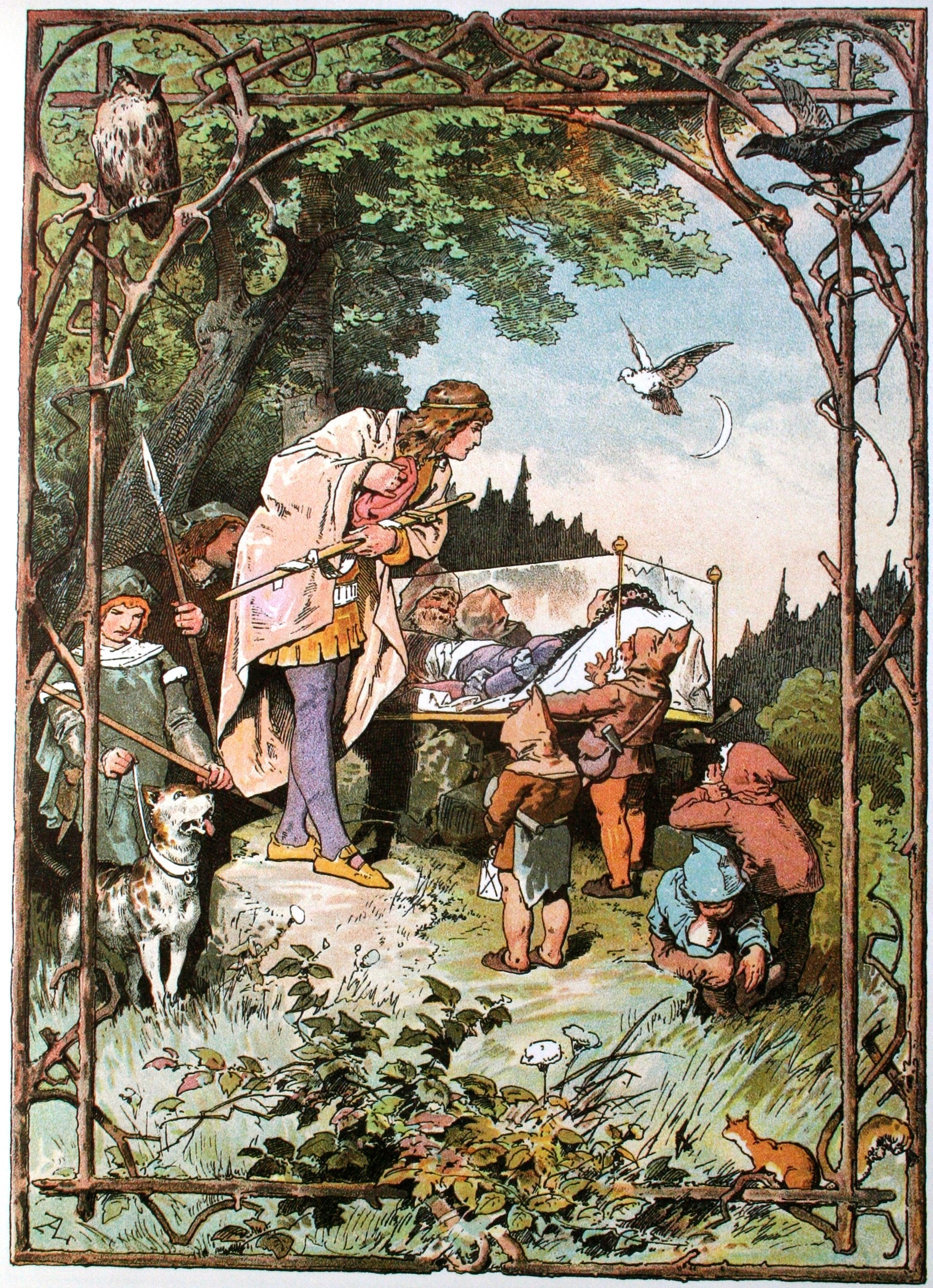
تصویرگری سفیدبرفی از الکساندر زیک

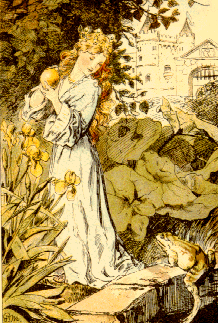
تصویرگری شاهزاده قورباغه از پل فردریک مایرهیم، ۱۸۸۹

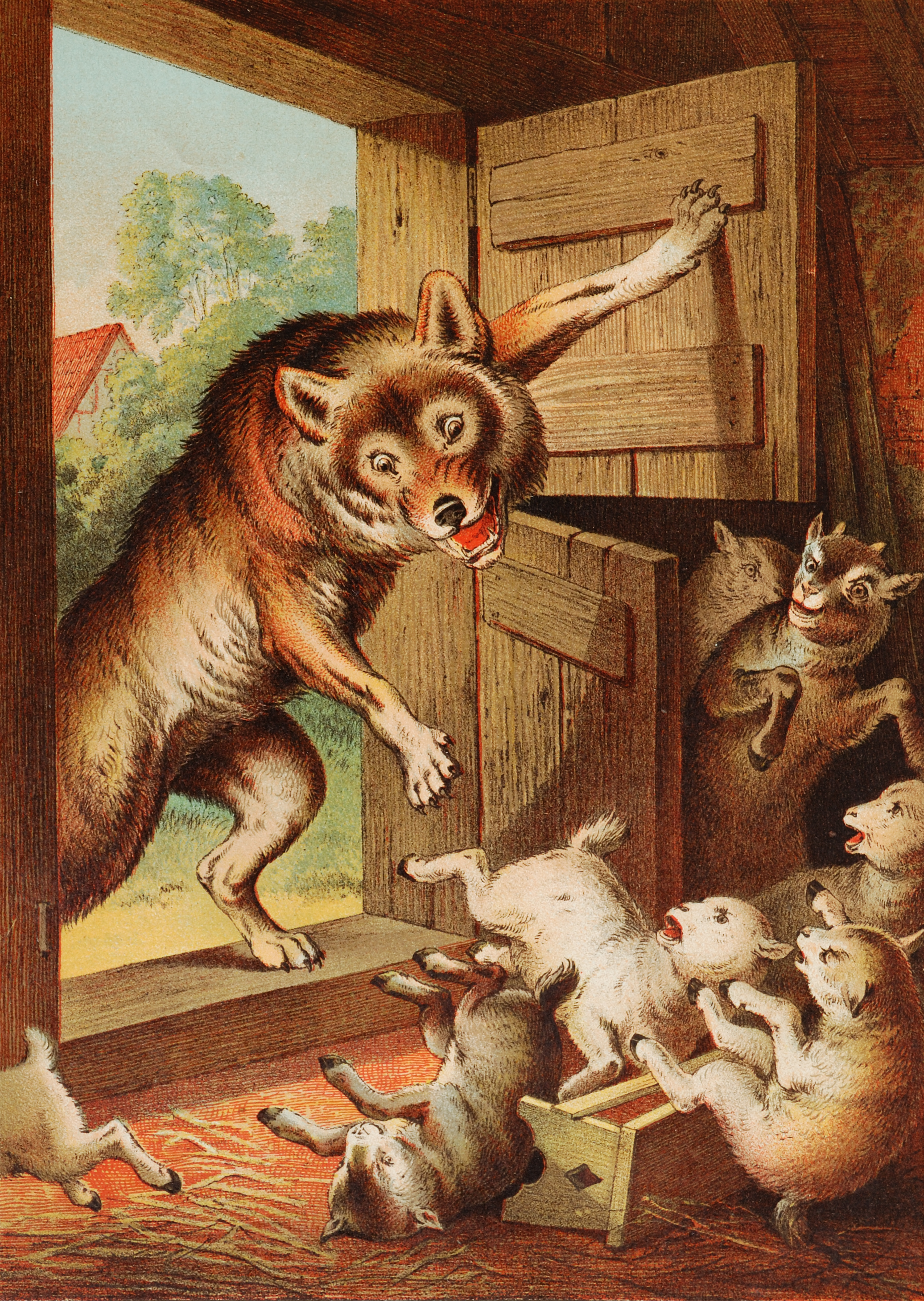
تصویرگری گرگ و هفت بزغاله (بزبز قندی)

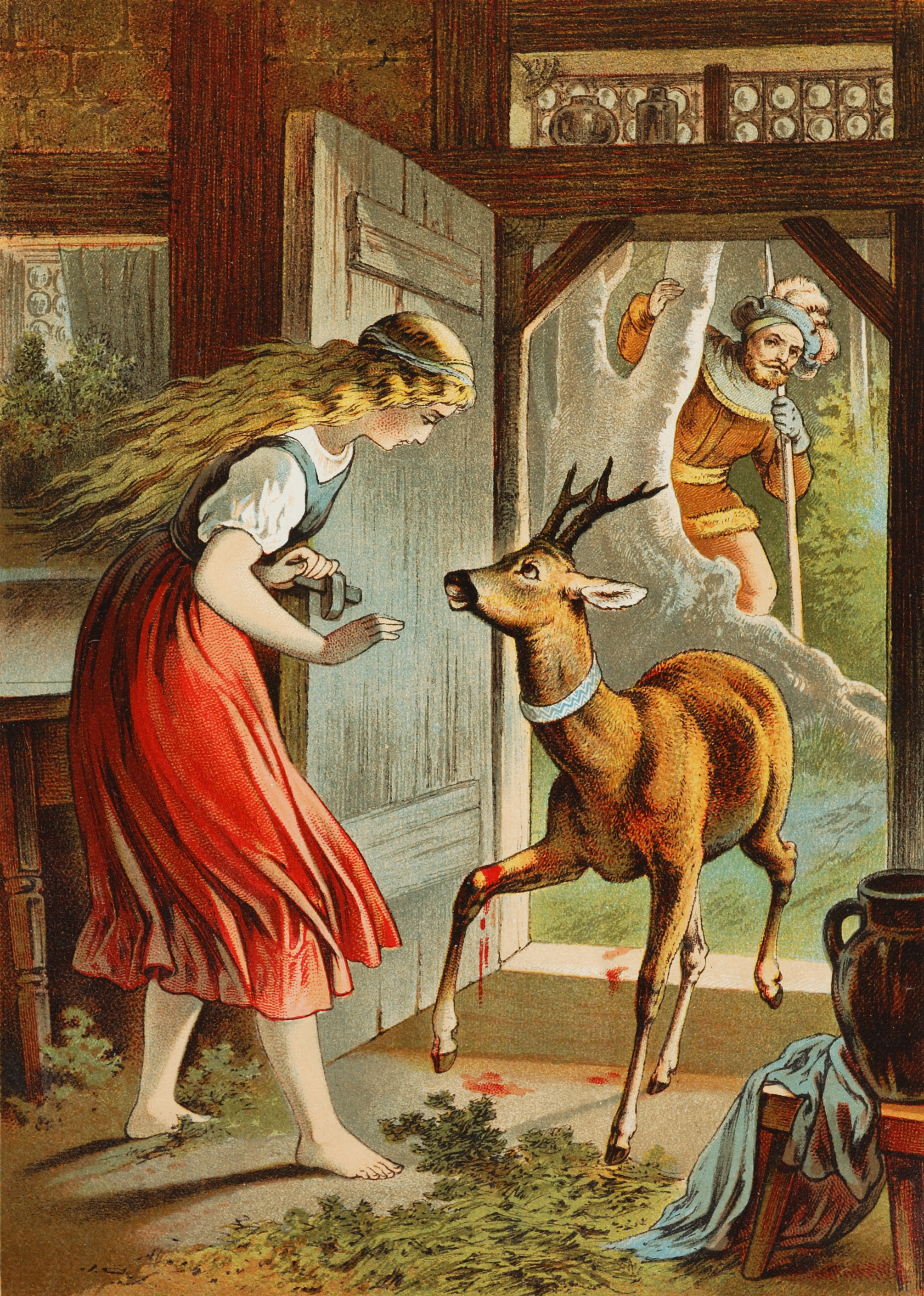
تصویرگری برادر و خواهر

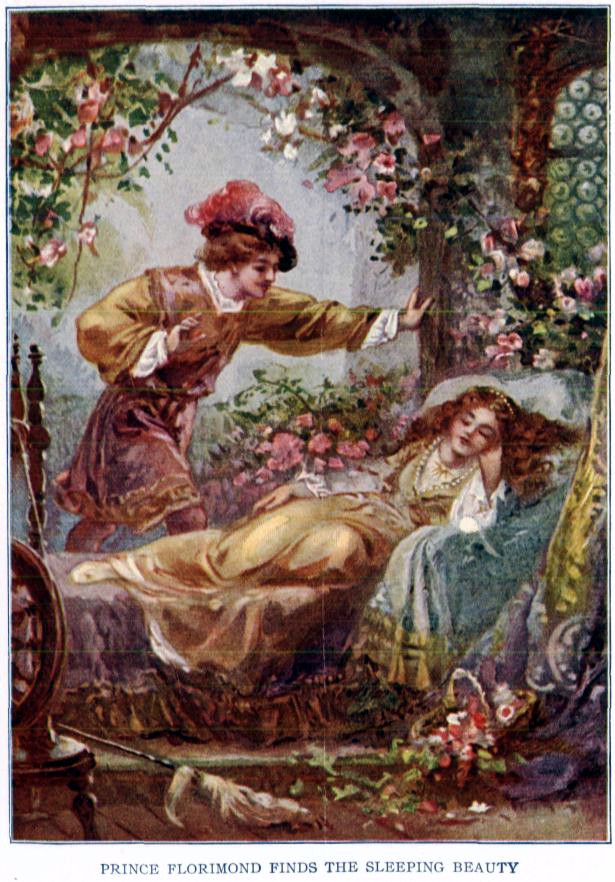
تصویرگری زیبای خفته

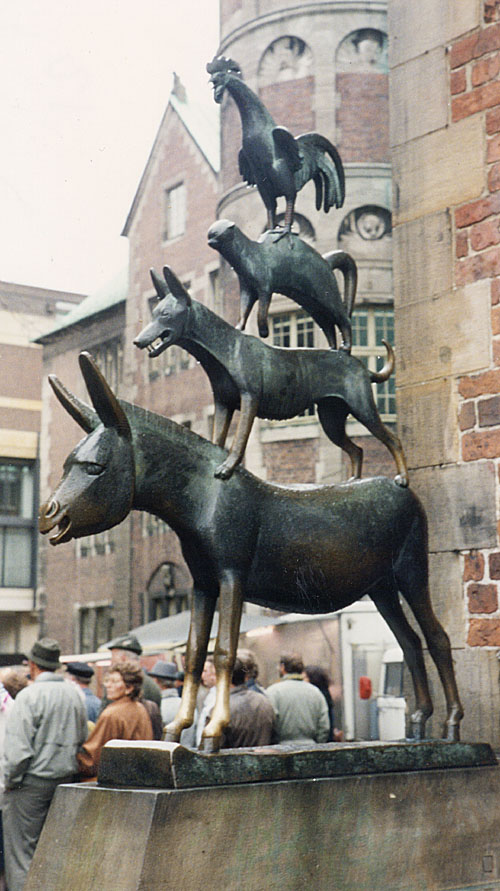
مجسمه برنزی نوازندگان شهر برمن اثر گرهارد مارکس، ۱۹۵۳

#### جلد اول
- هانسل و گرتل
- راپانزل
- شنل‌قرمزی
- گرگ و هفت بزغاله (بزبز قندی)
- سفید برفی
- سیندرلا
- زیبای خفته
- برادر و خواهر
- پرنده فیچر
- مادر هوله
- ماجرای جوانی که برای آموختن ترس به راه افتاد
- درخت ارس
- دوازده برادر
- پرنده‌ی طلایی
- خیاط کوچولوی شجاع
- رامپل‌استیلت‌اسکین
- ریش‌آبی
- سه مرد کوچک در جنگل
- سه زن ریسنده
- پادشاه ریش منقار
- شستک‌کوچولو
- شاهزاده قورباغه
- شش قو
- شراکت گربه و موش
- عروسی خانم فاکس
- غاز طلایی
- ملکه زنبورها
- فرزند مریم
- ماهیگیر و همسرش
- جورینده و جورینگل
- مرگ پدرخوانده
- میز آرزوها، الاغ طلا و چماق در گونی
- نوازنده شگفت‌انگیز
- نوازندگان شهر برمن
- هفت کلاغ
- کفاش و الف‌ها
- مار سفید
- سلطان پیر
- شیطان با سه موی طلایی
- معما
- داماد راهزن
- سگ و گنجشک

#### جلد دوم
- پیرزن در چوب
- خدمتکار مالین
- دختر غاز
- دوازده شاهدخت رقصان
- سفیدبرفی و سرخ رز
- پادشاه کوه طلایی
- یوهان امین
- پوست‌خرسی
- آب زندگانی
- هانس، خارپشت من
- سه پرنده کوچک
- کلبه‌ای در جنگل
- شش خدمتکار
- هنری تنبل
- تپه‌ی گور
- دختر غازچران کنار چاه
- چکاوک آوازخوان و جهنده
- کوتوله
- هیلدبراند پیر
- دکتر همه‌چیزدان
- چهار برادر ماهر
- شلغم

## فهرست کامل داستان‌ها
این بخش شامل ۲۰۱ داستان شماره‌گذاری‌شده از «KHM 1» تا «KHM 210» به ترتیب عددی، به‌علاوهٔ «KHM 151a» است. بخش بعدی با عنوان «حذف‌شده از نسخهٔ نهایی» شامل ۳۰ عنوان است که ۱۸ مورد آن با شماره‌گذاری «۱۸۱۲ KHM ###» و ۱۲ مورد بدون برچسب مشخص شده‌اند.

### جلد اول
- شاه قورباغه یا هاینریش آهنی یا شاه قورباغه (Der Froschkönig oder der eiserne Heinrich): KHM 1
- شراکت گربه و موش (Katze und Maus in Gesellschaft): KHM 2
- فرزند مریم (Marienkind): KHM 3
- ماجرای جوانی که برای آموختن ترس به راه افتاد (Märchen von einem, der auszog das Fürchten zu lernen): KHM 4
- گرگ و هفت بزغاله (بزبز قندی)‌  (Der Wolf und die sieben jungen Geißlein): KHM 5
- یوهان امین (Der treue Johannes): KHM 6
- معاملهٔ خوب (Der gute Handel): KHM 7
- نوازنده شگفت‌انگیز یا موسیقیدان عجیب (Der wunderliche Spielmann): KHM 8
- دوازده برادر (Die zwölf Brüder): KHM 9
- دار و دستهٔ ولگردها (Das Lumpengesindel): KHM 10
- برادر کوچولو و خواهر کوچولو (Brüderchen und Schwesterchen): KHM 11
- راپانزل: KHM 12
- سه مرد کوچک در جنگل (Die drei Männlein im Walde): KHM 13
- سه زن ریسنده (Die drei Spinnerinnen): KHM 14
- هانسل و گرتل (Hänsel und Gretel): KHM 15
- سه برگ مار (Die drei Schlangenblätter): KHM 16
- مار سفید (Die weiße Schlange): KHM 17
- کاه، زغال و لوبیا (Strohhalm, Kohle und Bohne): KHM 18
- ماهیگیر و همسرش (Von dem Fischer und seiner Frau): KHM 19
- خیاط کوچولوی شجاع (Das tapfere Schneiderlein): KHM 20
- سیندرلا (Aschenputtel): KHM 21
- معما (Das Rätsel): KHM 22
- موش، پرنده و سوسیس (Von dem Mäuschen, Vögelchen und der Bratwurst): KHM 23
- مادر هوله یا مادر سرمایی (Frau Holle): KHM 24
- هفت کلاغ (Die sieben Raben): KHM 25
- شنل‌قرمزی (Rotkäppchen): KHM 26
- نوازندگان شهر برمن (Die Bremer Stadtmusikanten): KHM 27
- استخوان آوازخوان (Der singende Knochen): KHM 28
- شیطان با سه موی طلایی (Der Teufel mit den drei goldenen Haaren): KHM 29
- شپش و کک (Läuschen und Flöhchen): KHM 30
- دختر بدون دست یا دوشیزهٔ بی‌دست (Das Mädchen ohne Hände): KHM 31
- هانس باهوش (Der gescheite Hans): KHM 32
- سه زبان (Die drei Sprachen): KHM 33
- السی باهوش (Die kluge Else): KHM 34
- خیاط در بهشت (Der Schneider im Himmel): KHM 35
- میز آرزوها، الاغ طلا و چماق در گونی (Tischchen deck dich, Goldesel und Knüppel aus dem Sack): KHM 36
- شستک‌کوچولو (Daumesdick) ( همچنین تام انگشتی را ببینید): KHM 37
- عروسی خانم روباهه (عروسی خانم فاکس) (Die Hochzeit der Frau Füchsin): KHM 38
- کفاش و الف‌ها (Die Wichtelmänner): KHM 39 
  - ** الف‌ها و کفاش (Erstes Märchen)
  - ** داستان دوم (Zweites Märchen)
  - ** داستان سوم (Drittes Märchen)
- داماد راهزن (Der Räuberbräutigam): KHM 40
- آقای کوربس: KHM 41
- پدرخوانده (Der Herr Gevatter): KHM 42
- مادر تروته (Frau Trude): KHM 43
- مرگ پدرخوانده (Der Gevatter Tod): KHM 44
- سفرهای شَستک‌کوچولو (Daumerlings Wanderschaft): KHM 45 ( همچنین  تام انگشتی را ببینید)
- پرنده فیچر (Fitchers Vogel): KHM 46

- درخت ارس (Von dem Machandelboom): KHM 47
- سلطان پیر (Der alte Sultan): KHM 48
- شش قو (Die sechs Schwäne): KHM 49
- زیبای خفته (Dornröschen): KHM 50
- پرندهٔ پیدا شده (Fundevogel): KHM 51
- پادشاه ریش منقار (پادشاه پرريش) (König Drosselbart): KHM 52
- سفیدبرفی (Schneewittchen): KHM 53
- کوله‌پشتی، کلاه و شاخ (Der Ranzen, das Hütlein und das Hörnlein): KHM 54
- رامپل‌استیلت‌اسکین (Rumpelstilzchen): KHM 55
- رولاند محبوب (Der Liebste Roland): KHM 56
- پرنده‌ی طلایی (Der goldene Vogel): KHM 57
- سگ و گنجشک (Der Hund und der Sperling): KHM 58
- فریدریش و کاترین (Der Frieder und das Katherlieschen): KHM 59
- دو برادر  (Die zwei Brüder): KHM 60
- دهقان کوچک (Das Bürle): KHM 61
- ملکه زنبورها (Die Bienenkönigin): KHM 62
- سه پر (Die drei Federn): KHM 63
- غاز طلایی (Die goldene Gans): KHM 64
- پوشیده از انواع خز (Allerleirauh): KHM 65
- عروس خرگوشی (Häsichenbraut): KHM 66
- دوازده شکارچی (Die zwölf Jäger): KHM 67
- دزد و استادش (De Gaudeif un sien Meester): KHM 68
- جورینده و جورینگل (Jorinde und Joringel): KHM 69
- سه فرزند خوش‌اقبال (Die drei Glückskinder): KHM 70
- چگونه شش مرد در جهان موفق شدند (Sechse kommen durch die ganze Welt): KHM 71
- گرگ و انسان (Der Wolf und der Mensch): KHM 72
- گرگ و روباه (Der Wolf und der Fuchs): KHM 73
- شایعه‌پراکنی روباه و گرگ (Der Fuchs und die Frau Gevatterin): KHM 74
- روباه و گربه (Der Fuchs und die Katze): KHM 75
- میخک (Die Nelke): KHM 76
- گرتل باهوش (Das kluge Gretel): KHM 77
- پیرمرد و نوه‌اش (Der alte Großvater und der Enkel): KHM 78
- پری دریایی (Die Wassernixe): KHM 79
- مرگ مرغ کوچولو (Von dem Tode des Hühnchens): KHM 80
- برادر لوتزیگ (Bruder Lustig): KHM 81
- هانسل قمارباز (De Spielhansl): KHM 82
- هانس خوش‌شانس (Hans im Glück): KHM 83
- هانس ازدواج می‌کند (Hans heiratet): KHM 84
- فرزندان طلایی (Die Goldkinder): KHM 85
- روباه و غازها (Der Fuchs und die Gänse): KHM 86

### جلد دوم
- مرد فقیر و مرد ثروتمند (Der Arme und der Reiche): KHM 87
- چکاوک آوازخوان و جهنده (Das singende springende Löweneckerchen): KHM 88
- دختر غاز (Die Gänsemagd): KHM 89
- غول جوان (Der junge Riese): KHM 90
- کوتوله (Dat Erdmänneken): KHM 91
- پادشاه کوه طلایی (Der König vom goldenen Berg): KHM 92
- کلاغ (Die Raben): KHM 93
- دختر دانای کشاورز (Die kluge Bauerntochter): KHM 94
- هیلدبراند پیر (Der alte Hildebrand): KHM 95
- سه پرنده کوچک (De drei Vügelkens): KHM 96
- آب زندگانی (Das Wasser des Lebens): KHM 97
- دکتر همه‌چیزدان (Doktor Allwissend): KHM 98
- روح در بطری (Der Geist im Glas): KHM 99
- برادر دوده‌ای شیطان (Des Teufels rußiger Bruder): KHM 100
- پوست‌خرسی (Bärenhäuter): KHM 101
- پادشاه خارپشت و خرس (Der Zaunkönig und der Bär): KHM 102
- فرنی شیرین (Der süße Brei): KHM 103
- مردمان دانا (Die klugen Leute): KHM 104
- افسانه‌های مرداب (Märchen von der Unke): KHM 105
- پسر آسیابان فقیر و گربه (Der arme Müllerbursch und das Kätzchen): KHM 106
- دو مسافر (Die beiden Wanderer): KHM 107
- هانس، خارپشت من (Hans mein Igel): KHM 108
- کفن (Das Totenhemdchen): KHM 109
- یهودی در میان خارها (Der Jude im Dorn): KHM 110
- شکارچی ماهر (Der gelernte Jäger): KHM 111
- داس آسمانی (Der Dreschflegel vom Himmel): KHM 112
- دو فرزند شاه (Die beiden Königskinder): KHM 113
- خیاط زیرک (vom klugen Schneiderlein): KHM 114
- آفتاب روشن حقیقت را فاش می‌کند (Die klare Sonne bringt's an den Tag): KHM 115
- چراغ آبی (Das blaue Licht): KHM 116
- کودک لجباز (Das eigensinnige Kind): KHM 117
- سه جراح ارتشی (Die drei Feldscherer): KHM 118
- هفت شوابی (Die sieben Schwaben): KHM 119
- سه شاگرد (Die drei Handwerksburschen): KHM 120
- پسر پادشاهی که از هیچ چیز نمی‌ترسید (Der Königssohn, der sich vor nichts fürchtete): KHM 121

- الاغ کلم‌خور (''Der Krautesel''): KHM ۱۲۲
- پیرزن در جنگل‌ (پیرزن در چوب) (''Die Alte im Wald''): KHM ۱۲۳
- سه برادر (''Die drei Brüder''): KHM ۱۲۴
- شیطان و مادربزرگش (''Der Teufel und seine Großmutter''): KHM ۱۲۵
- فردیناند وفادار و فردیناند بی‌وفا (''Ferenand getrü und Ferenand ungetrü''): KHM ۱۲۶
- اجاق آهنین (''Der Eisenofen''): KHM ۱۲۷
- ریسنده تنبل (''Die faule Spinnerin''): KHM ۱۲۸
- چهار برادر ماهر (''Die vier kunstreichen Brüder''): KHM ۱۲۹
- تک‌چشم، دوچشم، و سه‌چشم (''Einäuglein, Zweiäuglein und Dreiäuglein''): KHM ۱۳۰
- کاترینله زیبا و پیف‌پاف‌پولتری (''Die schöne Katrinelje und Pif Paf Poltrie''): KHM ۱۳۱
- روباه و اسب (''Der Fuchs und das Pferd''): KHM ۱۳۲
- دوازده شاهدخت رقصان (کفش‌هایی که رقصیده شدند) (''Die zertanzten Schuhe''): KHM ۱۳۳
- شش خدمتکار (''Die sechs Diener''): KHM ۱۳۴
- عروس سفید و سیاه (''Die weiße und die schwarze Braut''): KHM ۱۳۵
- جان آهنی (''Eisenhans''): KHM ۱۳۶
- سه شاهزاده سیاه (''De drei schwatten Prinzessinnen''): KHM ۱۳۷
- کنویست و سه پسرش (''Knoist un sine dre Sühne''): KHM ۱۳۸
- خدمتکار کوچک براکل (''Dat Mäken von Brakel''): KHM ۱۳۹
- خانه من (''Das Hausgesinde''): KHM ۱۴۰
- بره و ماهی کوچک (''Das Lämmchen und das Fischchen''): KHM ۱۴۱
- کوه سیملی (''Simeliberg''): KHM ۱۴۲
- سفر رفتن (''Up Reisen gohn''): KHM ۱۴۳ — نسخهٔ ۱۸۱۹ ** KHM ۱۴۳ در نسخهٔ ۱۸۱۲/۱۸۱۵: کودکان گرسنه (''Die Kinder in Hungersnot'')
- الاغ کوچک (''Das Eselein''): KHM ۱۴۴
- پسر ناسپاس (''Der undankbare Sohn''): KHM ۱۴۵
- شلغم (''Die Rübe''): KHM ۱۴۶
- پیرمردی که جوان شد (''Das junggeglühte Männlein''): KHM ۱۴۷
- حیوانات خداوند و شیطان (''Des Herrn und des Teufels Getier''): KHM ۱۴۸
- تیر سقف (''Der Hahnenbalken''): KHM ۱۴۹
- پیرزن گدا (''Die alte Bettelfrau''): KHM ۱۵۰
- سه تنبل (''Die drei Faulen''): KHM ۱۵۱
- دوازده خدمتکار تنبل (''Die zwölf faulen Knechte''): KHM ۱۵۱a
- پسر چوپان (''Das Hirtenbüblein''): KHM ۱۵۲
- پول ستاره‌ای (''Die Sterntaler''): KHM ۱۵۳
- پول‌های دزدیده‌شده (''Der gestohlene Heller''): KHM ۱۵۴
- به‌دنبال عروس (''Die Brautschau''): KHM ۱۵۵
- الیاف (''Die Schlickerlinge''): KHM ۱۵۶
- گنجشک و چهار فرزندش (''Der Sperling und seine vier Kinder''): KHM ۱۵۷
- سرزمین خیال (''Das Märchen vom Schlaraffenland''): KHM ۱۵۸
- افسانه دروغ دیت‌مارش (''Das dietmarsische Lügenmärchen''): KHM ۱۵۹
- داستان معمایی (''Rätselmärchen''): KHM ۱۶۰
- سفیدبرفی و سرخ رز (''Schneeweißchen und Rosenrot''): KHM ۱۶۱
- خدمتکار دانا (''Der kluge Knecht''): KHM ۱۶۲
- تابوت شیشه‌ای (''Der gläserne Sarg''): KHM ۱۶۳
- هنری تنبل (''Der faule Heinz''): KHM ۱۶۴
- گریفین (''Der Vogel Greif''): KHM ۱۶۵
- هانس نیرومند (''Der starke Hans''): KHM ۱۶۶
- دهقان در بهشت (''Das Bürle im Himmel''): KHM ۱۶۷
- لیزای لاغر (''Die hagere Liese''): KHM ۱۶۸
- کلبه‌ای در جنگل (''Das Waldhaus''): KHM ۱۶۹
- شادی و غم مشترک (''Lieb und Leid teilen''): KHM ۱۷۰
- سینه‌سرخ درختی (''Der Zaunkönig''): KHM ۱۷۱
- کفش‌ماهی (''Die Scholle''): KHM ۱۷۲
- بوتیمار و شانه‌به‌سر (''Rohrdommel und Wiedehopf''): KHM ۱۷۳
- جغد (''Die Eule''): KHM ۱۷۴
- ماه (''Der Mond''): KHM ۱۷۵
- مدت عمر (''Die Lebenszeit''): KHM ۱۷۶
- پیام‌آوران مرگ (''Die Boten des Todes''): KHM ۱۷۷
- استاد فرایم (''Meister Pfriem''): KHM ۱۷۸
- دختر غازچران کنار چاه (''Die Gänsehirtin am Brunnen''): KHM ۱۷۹
- فرزندان گوناگون حوا (''Die ungleichen Kinder Evas''): KHM ۱۸۰
- پری آسیاب (''Die Nixe im Teich''): KHM ۱۸۱
- هدیه‌های مردم کوچک (''Die Geschenke des kleinen Volkes''): KHM ۱۸۲
- غول و خیاط (''Der Riese und der Schneider''): KHM ۱۸۳
- میخ (''Der Nagel''): KHM ۱۸۴
- پسر فقیر در گور (''Der arme Junge im Grab''): KHM ۱۸۵
- عروس واقعی (''Die wahre Braut''): KHM ۱۸۶
- خرگوش و جوجه‌تیغی (''Der Hase und der Igel''): KHM ۱۸۷
- دوک، ماکو و سوزن (''Spindel, Weberschiffchen und Nadel''): KHM ۱۸۸
- دهقان و شیطان (''Der Bauer und der Teufel''): KHM ۱۸۹
- خرده‌نان‌های روی میز (''Die Brosamen auf dem Tisch''): KHM ۱۹۰
- خرگوش دریایی (''Das Meerhäschen''): KHM ۱۹۱
- دزد ماهر (''Der Meisterdieb''): KHM ۱۹۲
- طبل‌زن (''Der Trommler''): KHM ۱۹۳
- خوشه گندم (''Die Kornähre''): KHM ۱۹۴
- تپه‌ی گور (''Der Grabhügel''): KHM ۱۹۵
- رینک‌رانک پیر (''Oll Rinkrank''): KHM ۱۹۶
- گوی بلورین (''Die Kristallkugel''): KHM ۱۹۷
- خدمتکار مالین (''Jungfrau Maleen''): KHM ۱۹۸
- چکمه‌های چرم بوفالو (''Der Stiefel von Büffelleder''): KHM ۱۹۹
- کلید طلایی (''Der goldene Schlüssel''): KHM ۲۰۰

### افسانه‌های کودکان(''Kinder-legende'')
نخستین‌بار در نسخهٔ ۱۸۱۹، پایان جلد دوم منتشر شد.  
- قدیس یوسف در جنگل (''Der heilige Joseph im Walde''): KHM ۲۰۱
- دوازده حواری (''Die zwölf Apostel''): KHM ۲۰۲
- گل سرخ (''Die Rose''): KHM ۲۰۳
- فقر و فروتنی راهی به سوی بهشت (''Armut und Demut führen zum Himmel''): KHM ۲۰۴
- مَنّ آسمانی (''Gottes Speise''): KHM ۲۰۵
- سه شاخه سبز (''Die drei grünen Zweige''): KHM ۲۰۶
- جام کوچک مریم مقدس (''Muttergottesgläschen''): KHM ۲۰۷
- پیرزن کوچک (''Das alte Mütterchen''): KHM ۲۰۸
- ازدواج آسمانی (''Die himmlische Hochzeit''): KHM ۲۰۹
- شاخه فندق (''Die Haselrute''): KHM ۲۱۰

### داستان‌هایی که در نسخهٔ نهایی حذف شدند
- ۱۸۱۲ KHM 6: بلبل و مار نابینا (Von der Nachtigall und der Blindschleiche) همچنین با عنوان (بلبل و کرم کندرو)
- ۱۸۱۲ KHM 8: دست با چاقو (Die Hand mit dem Messer)
- ۱۸۱۲ KHM 16: آقای آماده و تمام (Herr Fix und Fertig)
- ۱۸۱۲ KHM 22: بچه‌هایی که بازی کشتار می‌کردند (Wie Kinder Schlachtens miteinander gespielt haben)
- ۱۸۱۲ KHM 27: مرگ و نگهبان غازها (Der Tod und der Gänsehirt)
- ۱۸۱۲ KHM 33: گربه چکمه‌پوش (Der gestiefelte Kater)
- ۱۸۱۲ KHM 34: ستارگان گویا از هانسن (Hansen Trine)
- ۱۸۱۲ KHM 37: دستمال، خورجین، گلوله توپ و شیپور (Von der Serviette, dem Tornister, dem Kanonenhütlein und dem Horn)
- ۱۸۱۲ KHM 43: مهمان‌سرای عجیب یا کاخ میهمانی شگفت‌انگیز (Die wunderliche Gasterei)
- ۱۸۱۲ KHM 54: هانس ساده‌لوح (Hans Dumm)
- ۱۸۱۲ KHM 59: شاهزاده قو (Prinz Schwan)
- ۱۸۱۲ KHM 60: تخم طلایی (Das Goldei)
- ۱۸۱۲ KHM 61: داستان خیاط و بخت خوش (Von dem Schneider, der bald reich wurde)
- ۱۸۱۲ KHM 62: ریش‌آبی (Blaubart)
- ۱۸۱۲ KHM 64A: کبوتر سفید (Die weiße Taube) با عنوان از دام‌لینگ
- ۱۸۱۲ KHM 66: کوتوله، روباه و شاهدخت (Hurleburlebutz)
- ۱۸۱۲ KHM 68: باغ تابستانی و زمستانی (دیو و دلبر) (Von dem Sommer- und Wintergarten)
- ۱۸۱۲ KHM 70: اوکرلو (Der Okerlo)
- ۱۸۱۲ KHM 71: شاهزاده‌خانم پوست موش (Prinzessin Mäusehaut)
- ۱۸۱۲ KHM 72: گلابی نمی‌خواهد بیفتد (Das Birnli will nit fallen)
- ۱۸۱۲ KHM 73: قصر قتل (Das Mörderschloss)
- ۱۸۱۲ KHM 74: از یوهانس و کاسپار واسرشپرونگ (Von Johannes-Wassersprung und Caspar-Wassersprung)
- ۱۸۱۲ KHM 75: پرنده ققنوس (Vogel Phönix)
- ۱۸۱۲ KHM 77: نجار و چرخ‌تراش (Vom Schreiner und Drechsler)
- ۱۸۱۲ KHM 81: آهنگر و شیطان (Der Sch mied und der Teufel)
- ۱۸۱۲ KHM 82: سه خواهر (Die drei Schwestern)
- ۱۸۱۲ KHM ۸۴: مادرشوهر (Die Schwiegermutter)
- ۱۸۱۲ KHM ۸۵A: پاره‌ای از گل برفی (Schneeblume)
- ۱۸۱۲ KHM ۸۵B: شاهزاده‌خانم با شپش (Prinzessin mit der Laus)
- ۱۸۱۲ KHM ۸۵C: از شاهزاده یوهانس (قطعه) (Vom Prinz Johannes)
- ۱۸۱۲ KHM ۸۵D: لته خوب (قطعه) (Der gute Lappen)
- ۱۸۱۵ KHM ۹۹: شاهزاده قورباغه (Der Froschprinz)
- ۱۸۱۵ KHM ۱۰۴: حیوانات وفادار (Die treuen Tiere)
- ۱۸۱۵ KHM ۱۰۷: کلاغ‌ها (Die Krähen)
- ۱۸۱۵ KHM ۱۱۹: تنبل و سخت‌کوش (Der Faule und der Fleißige)
- ۱۸۱۵ KHM ۱۲۲: بینی بلند (Die lange Nase)
- ۱۸۱۵ KHM ۱۲۹: شیر و قورباغه (Der Löwe und der Frosch)
- ۱۸۱۵ KHM ۱۳۰: سرباز و نجار (Der Soldat und der Schreiner)
- ۱۸۱۵ KHM ۱۳۶: مرد وحشی (De wilde Mann)
- ۱۸۱۵ KHM ۱۴۳: کودکان گرسنه (Die Kinder in Hungersnot)
- ۱۸۱۵ KHM ۱۵۲: بانوی مقدس اندوه (Die heilige Frau Kummernis)
- ۱۸۴۰ KHM ۱۷۵: حادثه (Das Unglück)
- ۱۸۴۳ KHM ۱۸۲: شاهزاده و نخود (Die Erbsenprobe)
- ۱۸۴۳ KHM ۱۹۱: راهزن و پسرانش (Der Räuber und seine Söhne)

## نگارخانه

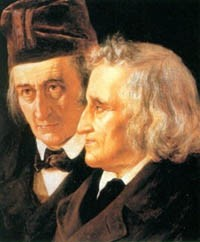
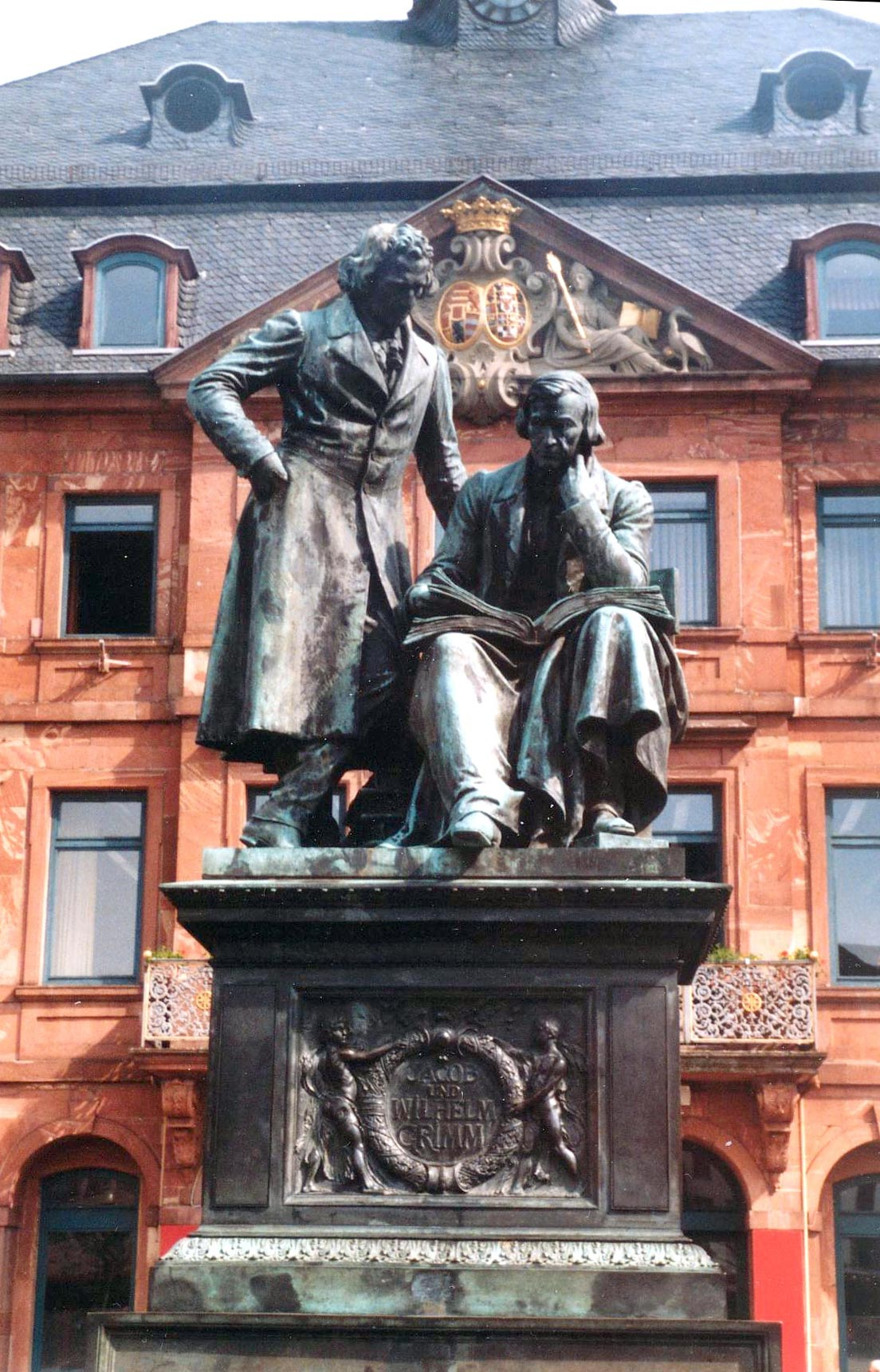
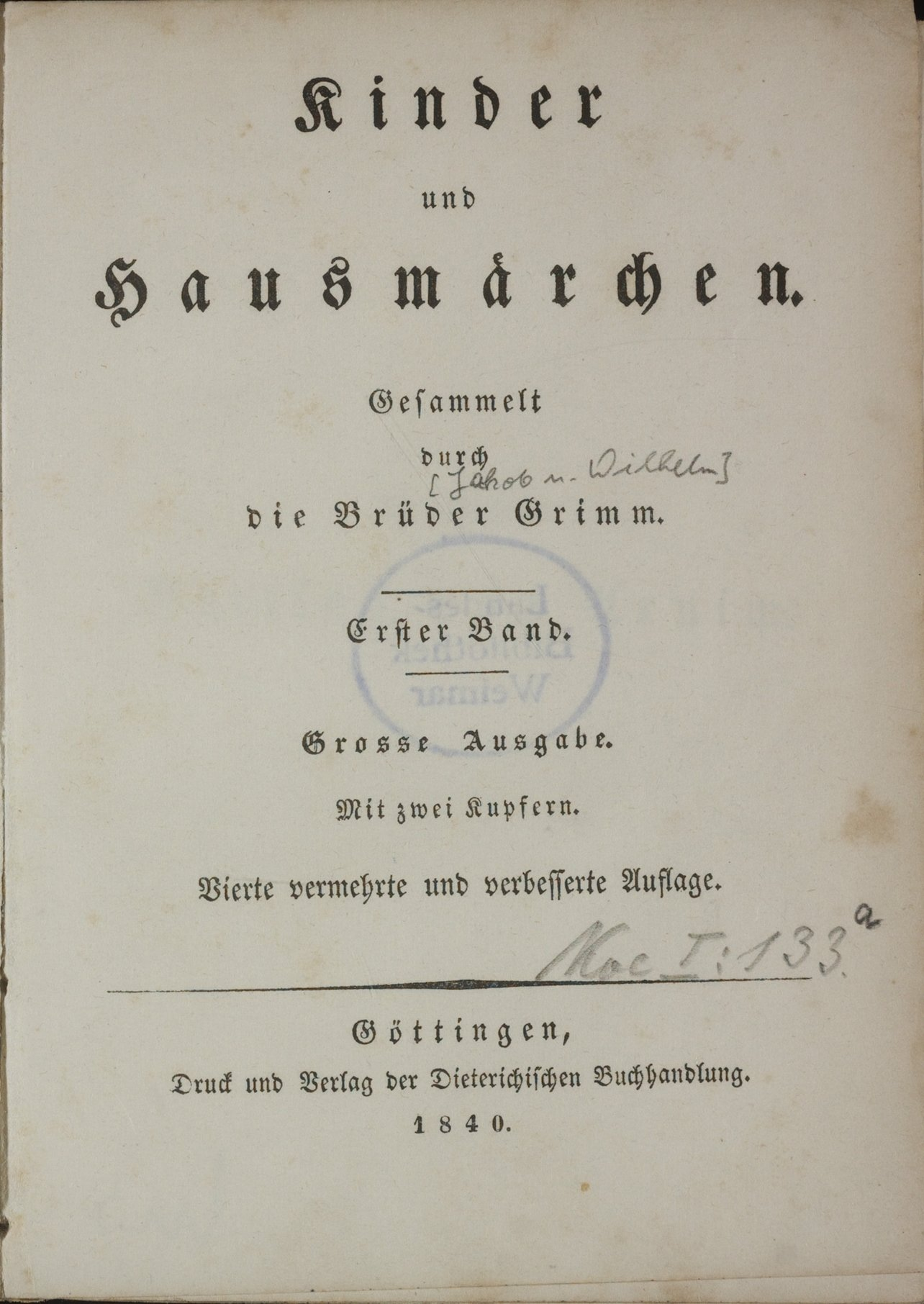
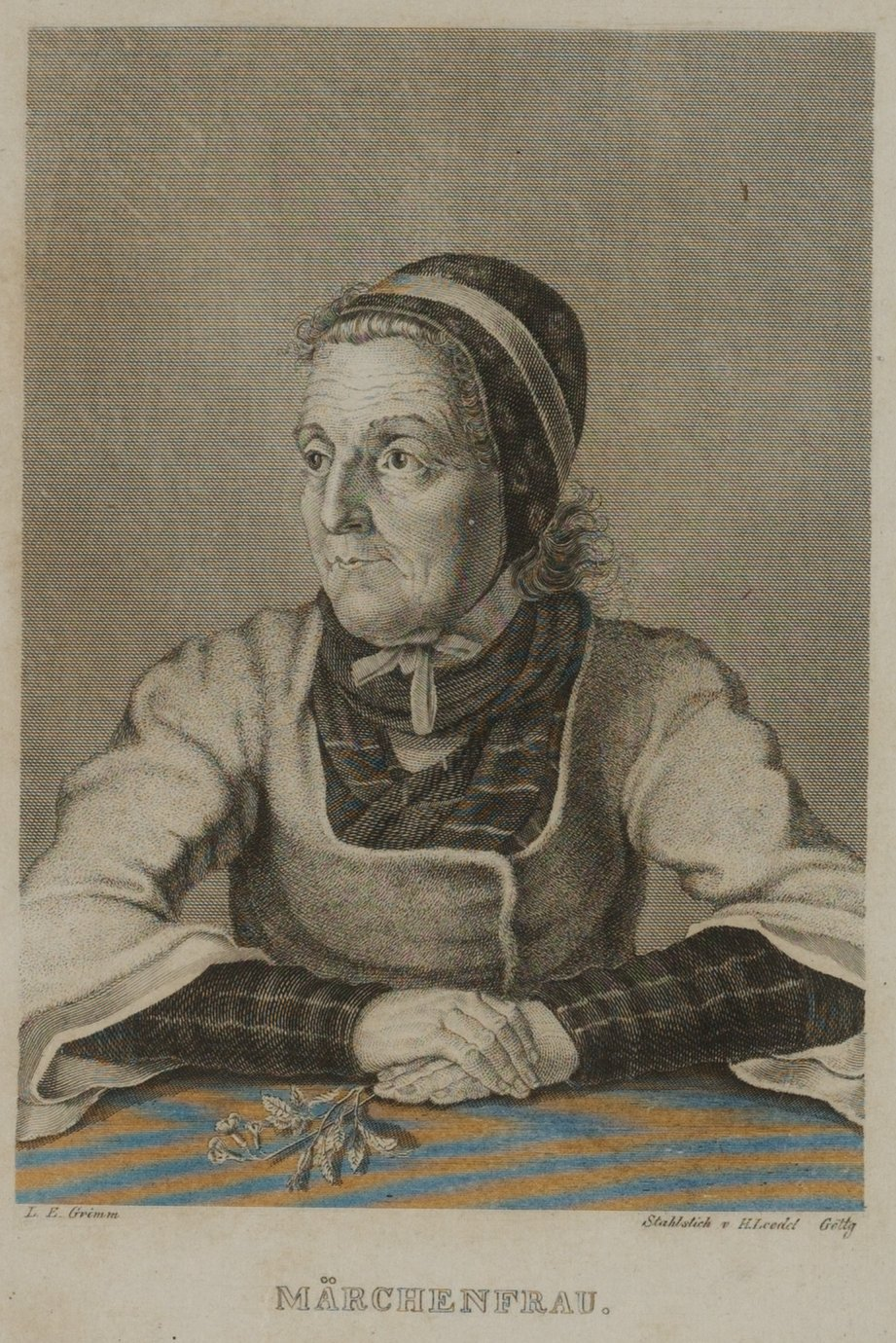
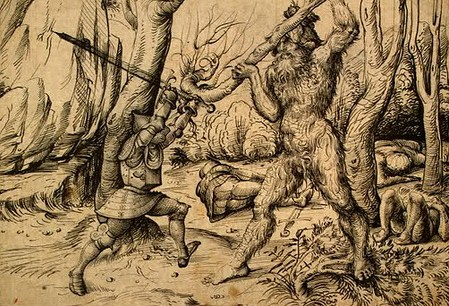